# Museum De Roos

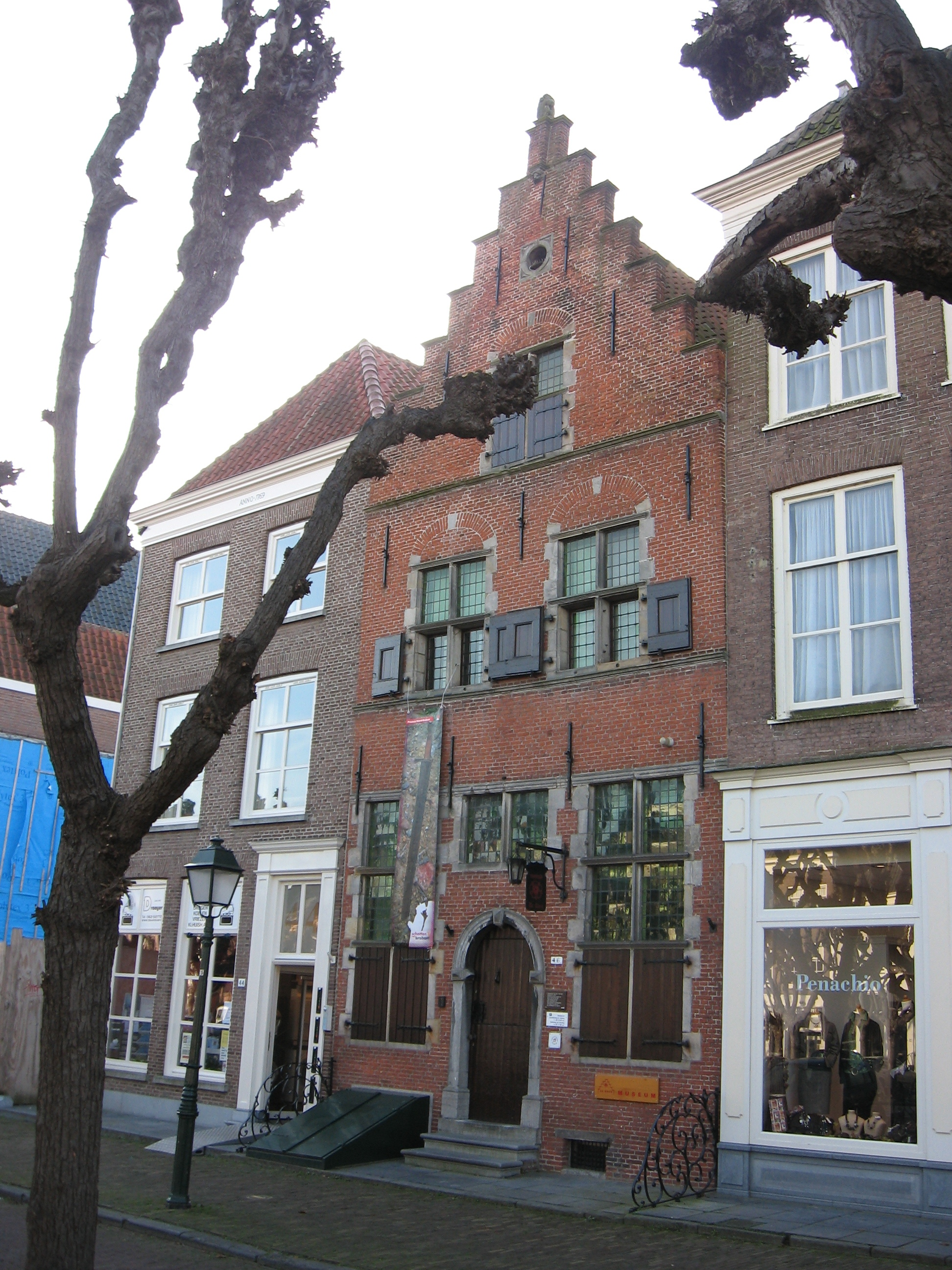
Museum De Roos

Museum De Roos is een museum in de Nederlandse plaats Geertruidenberg, dat gericht is op de geschiedenis van dit stadje, alsmede op de geschiedenis van Raamsdonk en Raamsdonksveer. Het bevindt zich aan Markt 46.
Tevens is er de Stichting Vrienden van De Roos die zich onder andere inzet voor uitbreiding van de collectie. Zie https://web.archive.org/web/20210227031212/https://www.stichtingvriendenvanderoos.nl/

## Geschiedenis
Het pand waarin het museum is gevestigd, is eeuwenoud. Tijdens restauratiewerkzaamheden in 2002 kwam er een munt uit de tijd van Graaf Willem V van Holland (1378) voor de dag. In de 16e en 17e eeuw werd het gebouw voorzien van een renaissance trapgevel en fungeerde het als herberg "De Roos", vandaar de naam van het museum. Hier heeft Parma in 1589 gefeest toen de stad in Spaanse handen was gevallen, en in 1625 vertoefde Frederik Hendrik hier, tijdens het Beleg van 's-Hertogenbosch. Later hebben stadsgouverneurs hier gewoond, waaronder de vader van Juliana de Lannoy. Vervolgens, de burgemeester Jasper de Bruyn, die ook wijnhandelaar was en de kelders van het huis als wijnkelder inrichtte.
In 1946 werd de Stedelijke Oudheidkamer in het gebouw gevestigd. Het verkeerde echter in zulk een slechte staat dat in 1973, bij een orkaan, het dak eraf waaide. Het pand werd weliswaar gerestaureerd, maar vervolgens aan particulieren verhuurd. Pas in 1981 kon de Oudheidkamer weer heropend worden. In 1997 moest het gebouw ingrijpend verbouwd worden en ook de opstelling werd aangepast. Aldus kwam het huidige museum "De Roos" tot stand, dat in 2004 door de Brabantse Museumstichting als geregistreerd museum werd erkend.

## Collectie
Er is een verzameling archeologisch aardewerk en glaswerk. Eén zeer merkwaardig stuk is de Duc d'Alve, stammend uit de beginjaren van de Tachtigjarige Oorlog. Het is een drinkuit in de vorm van een tafelbel. De Hollandse adel dronk op feestjes uit die tijd tot heil van de Staten van Holland en zwoer tegelijkertijd Alva af, waarna men het geledigde glas aan stukken gooide. Ook dit glas is beschadigd, maar werd weer aan elkaar gelijmd. Merkwaardig is voorts een zeldzaam 14e-eeuws strijdzwaard dat tijdens opgravingen in Geertruidenberg werd gevonden.
Een collectie voorwerpen is gewijd aan admiraal Johan Zoutman, terwijl ook memorabilia van de dichteres Juliana de Lannoy, die in het huis "De Roos" verbleef, aanwezig zijn. Het museum heeft ook een tentoonstelling over de Zuiderwaterlinie.
Het museum bezit ook werken van kunstenaars die in Geertruidenberg hebben gewerkt.